# Первомайский округ (Мурманск)
Первома́йский о́круг — южный, самый большой по площади и численности населения административный округ в Мурманске.

## География
Округ помимо правого берега (единственный из трёх округов) включает также левобережную (западную) по отношению к Кольскому заливу часть Мурманска.
С юга к округу примыкает город Кола.
В центральной части округа выделяется гора Горелая.
Акватория Кольского залива — 10,51 км², протяженность автодорог 578 км 400 м.

## История
Образован 21 февраля 1975 года Указом Президиума Верховного Совета РСФСР как Первомайский район из части территории Октябрьского района.
В 1995 году Первомайский район преобразован в Первомайский административный округ.

## Микрорайоны

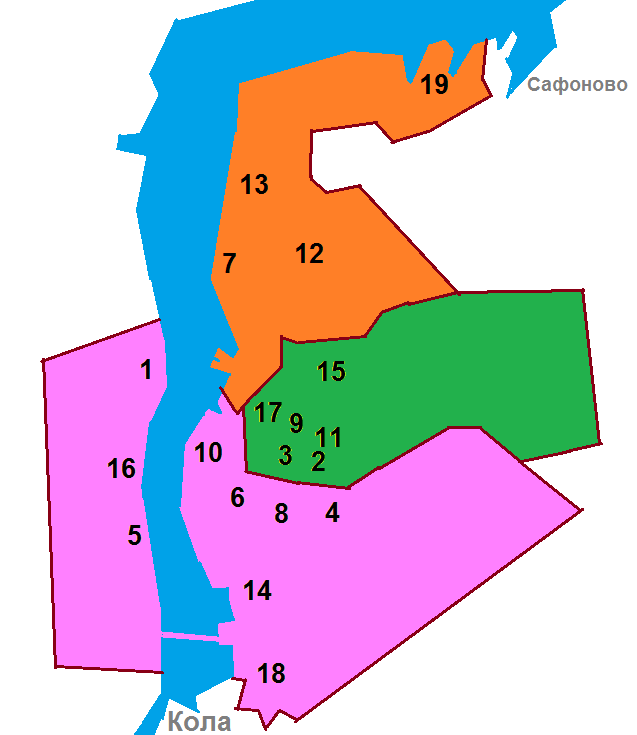
Первомайский административный округ Микрорайоны:
1. Абрам-Мыс
4. Долина Уюта
5. Дровяное
6. Жилстрой
8. Каменное Плато
10. Петушинка
14. Северное Нагорное
16. Три ручья
18. Южное Нагорное.

Округ территориально включает микрорайоны: Долина Уюта, Жилстрой, Каменное Плато, Петушинка, Северное Нагорное, Южное Нагорное, расположенные на восточном (правом) берегу Кольского залива, а также Абрам-Мыс, Дровяное, Три ручья, которые расположены на западном (левом) берегу Кольского залива.

## Население
| 2002    | 2009     | 2010     | 2012     | 2013     | 2014     |
| ------- | -------- | -------- | -------- | -------- | -------- |
| 133 551 | ↘123 921 | ↘121 357 | ↘120 667 | ↘119 840 | ↘118 511 |

По данным Всероссийской переписи населения 2010 года, численность населения, проживающего на территории округа, составляет 121357 человек, из них 55520 мужчин (45,7 %) и 65837 женщин (54,3 %).

## Транспорт
В Первомайском округе построен четырёхполосный автомобильный мостовой переход через Кольский залив — один из длиннейших в России и второй по протяжённости автомобильный мост за Полярным кругом. Общая длина моста составляет примерно 2,5 километра, а его надводной части — 1,6 километров.

## Улицы
- Кольский проспект
- ул. Баумана
- ул. Беринга
- ул. Бочкова
- ул. Героев Рыбачьего
- ул. Достоевского
- ул. Зои Космодемьянской
- ул. Крупской
- ул. Ломоносова
- ул. Морская
- ул. Олега Кошевого
- ул. Первомайская
- ул. Шабалина
- ул. Шевченко
- ул. Щербакова
- ул. Полярный круг
- ул. Пригородная
- ул. Пономарева
- ул. Подгорная

## Культура

### Театры
- Драматический театр Северного Флота (Кольский проспект, 186)

### Кинотеатры
- Атлантика (Кольский проспект, 131a)
- Кронверк (Кольский проспект, 134)
- Мираж (Кольский проспект, 158)

## Музеи
- Пожарно-техническая выставка (ул. Шевченко, 32)

В средних общеобразовательных заведениях находятся музеи: истории Первомайского округа (гимназия № 6) и истории Рыбного порта (школа № 22); музеи и комнаты боевой славы в гимназиях № 7 (войск 1-го корпуса ПВО) и № 10 (143 артиллерийского полка 14 стрелковой дивизии), в школах № 16 (1-го корпуса ПВО 885 зенитно-артиллерийского полка), № 20 (А. Я. Юневича), № 27 (Б. Ф. Сафонова), № 31 (А. О. Шабалина), № 42 (обороны полуостровов Среднего и Рыбачьего); уголок трудовой славы В. Я. Орликовой в школе № 50.